# سبايس هارير 2
سبايس هارير 2 (بالإنجليزية:Space Harrier II) لعبة فيديو من تطوير ونشر سيجا تم طرحها في الأسواق لأول مره في 29 أكتوبر 1988 في اليابان وفي 14 أغسطس 1989 في أمريكا الشمالية وفي اوروبا في 30 نوفمبر 1990 وتعمل اللعبة على جهاز سيجا ميجا درايف.

## روابط خارجية
- سبايس هارير 2 على موبي غيمز